# تپه کلنگانه
تپه کلنگانه مربوط به دوران‌های تاریخی پس از اسلام است و در شهرستان بروجرد، بخش مرکزی، روستای کلنگانه واقع شده و این اثر در تاریخ ۱۲ بهمن ۱۳۸۱ با شمارهٔ ثبت ۷۱۴۰ به‌عنوان یکی از آثار ملی ایران به ثبت رسیده است.